# Hilarempis propinqua
Hilarempis propinqua är en tvåvingeart som beskrevs av Collin 1933. Hilarempis propinqua ingår i släktet Hilarempis och familjen dansflugor. Inga underarter finns listade i Catalogue of Life.